# Academia Nacional de Medicina de México
La Academia Nacional de Medicina de México es una institución médica mexicana. Fue creada el 30 de abril de 1864 como la Sección Médica de la Comisión Científica Literaria y Artística. Al año siguiente, se separó como la Sociedad Médica de México. Miguel Francisco Jiménez fue su primer director. En 1873, recibió el nombre de Academia de Medicina de México y, en 1912, el presidente Francisco I. Madero la «declaró institución oficial y órgano consultor del gobierno mexicano».
La Academia participó en la «construcción de las instituciones médicas y la infraestructura sanitaria». Cuenta con alrededor de 1100 integrantes. De acuerdo a sus estatutos es una asociación civil, sin fines de lucro, destinada a la promoción del «estudio, la enseñanza y la investigación en el campo de la medicina». Al ser un órgano consultivo del gobierno federal se encarga de «proponer soluciones a los problemas de salud» de México. Forma parte del Comité Normativo Nacional de Consejos de Especialidades Médicas y del Comité Normativo Nacional de Medicina General. La Gaceta Médica de México es el órgano oficial de la Academia.